# Ward Hunt Island
Ward Hunt Island är en ö i Kanada.
Den ligger i territoriet Nunavut, i den nordöstra delen av landet, 4 200 km norr om huvudstaden Ottawa. Arean är 13,9 kvadratkilometer.
Terrängen på Ward Hunt Island är lite kuperad. Öns högsta punkt är 439 meter över havet. Den sträcker sig 3,3 kilometer i nord-sydlig riktning, och 6,5 kilometer i öst-västlig riktning.
Trakten runt Ward Hunt Island är permanent täckt av is och snö. Trakten runt Ward Hunt Island är nära nog obefolkad, med mindre än två invånare per kvadratkilometer. Årsmedeltemperaturen i trakten är −17 °C. Den varmaste månaden är juli, då medeltemperaturen är −1 °C, och den kallaste är januari, med −33 °C.